# Нович, Дарко
Дарио Нович (серб. Дарко Новић; 28 апреля 1972, Зренянин, Югославия) — сербский футболист, защитник.

## Карьера
Дарко родился в городе Зренянин. Будучи игроком, Дарко на протяжении четырёх лет играл за клуб «Обилич», также сыграв в континентальном турнире Лиге Европы против команды «Атлетико Мадрид» (клуб проиграл в квалификационном раунде со счётом 0-1 дома и 0-2 в гостях соответственно). Уже в 2004 году Дарио стал тренером молодёжи в родном «Обиличе», и проработал там год, уйдя на повышение и став главным тренером другого сербского клуба — «Бежании». Там он проработал два сезона, а в 2006 году отправился за границу, в ливийский клуб «Аль-Иттихад» (Триполи) и стал ассистентом главного тренера, сроком на два года.